# Tournoi des champions de squash
Pour les articles homonymes, voir Tournoi des champions.
Le Tournament of Champions est une compétition de squash classé PSA World Series organisé en début d'année, en janvier, à New York. Ces dernières années, la compétition a lieu dans l'emblématique gare de Manhattan : le Grand Central Terminal. Pour l'occasion, un court entièrement vitré est mis à disposition dans le hall Vanderbilt.
Le tournoi a été créé en 1930. Il était auparavant connu sous le nom de US Professional Championships.

## Palmarès

### Hommes (depuis 1993)
| Année | Champion                                                   | Finaliste                                                  | Score                                                      |                                                            |
| ----- | ---------------------------------------------------------- | ---------------------------------------------------------- | ---------------------------------------------------------- | ---------------------------------------------------------- |
| 2025  | Ali Farag                                                  | Diego Elías                                                | 9-11, 12-10, 14-12, 11-1 (64 min)                          |                                                            |
| 2024  | Ali Farag                                                  | Diego Elías                                                | 7-11, 11-6, 11-4, 9-11, 11-5 (74 min)                      |                                                            |
| 2023  | Diego Elías                                                | Marwan El Shorbagy                                         | 11-2, 11-6, 11-4 (50 min)                                  |                                                            |
| 2022  | Ali Farag                                                  | Diego Elías                                                | 16-14, 9-11, 11-9, 11-5 (76 min)                           |                                                            |
| 2021  | annulé en raison de la pandémie de Covid-19 aux États-Unis | annulé en raison de la pandémie de Covid-19 aux États-Unis | annulé en raison de la pandémie de Covid-19 aux États-Unis | annulé en raison de la pandémie de Covid-19 aux États-Unis |
| 2020  | Mohamed El Shorbagy                                        | Tarek Momen                                                | 9-11, 11-7, 11-7, 11-5 (76 min)                            |                                                            |
| 2019  | Ali Farag                                                  | Mohamed El Shorbagy                                        | 10-12, 6-11, 11-6, 11-3, 11-8 (84 min)                     |                                                            |
| 2018  | Simon Rösner                                               | Tarek Momen                                                | 11-8, 11-9, 6-11, 11-5                                     |                                                            |
| 2017  | Karim Abdel Gawad                                          | Grégory Gaultier                                           | 6-11, 11-6, 12-10, 11-6                                    |                                                            |
| 2016  | Mohamed El Shorbagy                                        | Nick Matthew                                               | 8-11, 11-6, 11-8, 6-11, 11-6                               |                                                            |
| 2015  | Mohamed El Shorbagy                                        | Nick Matthew                                               | 5-11, 11-9, 11-8, 12-10                                    |                                                            |
| 2014  | Amr Shabana                                                | Grégory Gaultier                                           | 11-8, 11-3, 11-4                                           |                                                            |
| 2013  | Ramy Ashour                                                | Grégory Gaultier                                           | 7-11, 6-11, 12-10, 11-3, 11-1                              |                                                            |
| 2012  | Nick Matthew                                               | James Willstrop                                            | 8-11, 11-9, 11-5, 11-7                                     |                                                            |
| 2011  | Ramy Ashour                                                | Nick Matthew                                               | 11-3, 11-7, 9-11, 11-7                                     |                                                            |
| 2010  | James Willstrop                                            | Ramy Ashour                                                | 12-10, 11-5, 9-11, 11-3,                                   |                                                            |
| 2009  | Grégory Gaultier                                           | Nick Matthew                                               | 11-9, 2-11, 11-8, 11-4                                     |                                                            |
| 2008  | Ramy Ashour                                                | James Willstrop                                            | 11-7, 11-10 (3-1), 11-9,                                   |                                                            |
| 2007  | Amr Shabana                                                | Anthony Ricketts                                           | 7-11, 11-3, 8-4 (abandon)                                  |                                                            |
| 2006  | Amr Shabana                                                | Nick Matthew                                               | 11-6, 11-9, 11-4                                           |                                                            |
| 2005  | Anthony Ricketts                                           | Thierry Lincou                                             | 12-10, 7-11, 11-9, 6-11, 11-7                              |                                                            |
| 2004  | Peter Nicol                                                | John White                                                 | 15-10, 17-15, 15-12                                        |                                                            |
| 2003  | Peter Nicol                                                | Thierry Lincou                                             | 15-11, 12-15, 15-10, 15-4                                  |                                                            |
| 2002  | Jonathon Power                                             | Peter Nicol                                                | 15-6, 15-8, 15-10                                          |                                                            |
| 2001  | Peter Nicol                                                | Jonathon Power                                             | 15-9, 15-12, 13-15, 13-15, 15-11                           |                                                            |
| 2000  | Jonathon Power                                             | Martin Heath                                               | 12-15, 15-10, 15-11, 15-10                                 |                                                            |
| 1999  | Jonathon Power                                             | Ahmed Barada                                               | 15-12, 13-15, 16-17, 15-7, 15-13                           |                                                            |
| 1998  | Pas de tournoi                                             | Pas de tournoi                                             | Pas de tournoi                                             |                                                            |
| 1997  | Pas de tournoi                                             | Pas de tournoi                                             | Pas de tournoi                                             |                                                            |
| 1996  | Jonathon Power                                             | Craig Rowland                                              | 15-12, 13-15, 16-17, 15-7, 15-13                           |                                                            |
| 1995  | Jansher Khan                                               | Rodney Eyles                                               | 15-5, 15-8, 15-10                                          |                                                            |
| 1994  | Rodney Eyles                                               | Brett Martin                                               | 9-15, 15-12, 15-12, 17-14                                  |                                                            |
| 1993  | Jansher Khan                                               | Chris Dittmar                                              | 15-7, 12-15, 15-4, 15-9                                    |                                                            |

### Hommes (avant 1993)
| Année   | Champion            |
| ------- | ------------------- |
| 1992    | Jansher Khan        |
| 1991    | Kenton Jernigan     |
| 1990    | Mark Talbott        |
| 1989    | Mark Talbott        |
| 1988    | Mark Talbott        |
| 1987    | Mark Talbott        |
| 1986    | Mario Sánchez       |
| 1985    | Jahangir Khan       |
| 1984    | Jahangir Khan       |
| 1983    | Mark Talbott        |
| 1982    | Clive Caldwell      |
| 1981    | Michael Desaulniers |
| 1980    | Clive Caldwell      |
| 1979    | Sharif Khan         |
| 1978    | Stuart Goldstein    |
| 1977    | Sharif Khan         |
| 1976    | Sharif Khan         |
| 1975    | Sharif Khan         |
| 1974    | Sharif Khan         |
| 1973    | Sharif Khan         |
| 1972    | Sharif Khan         |
| 1971    | Sharif Khan         |
| 1970    | Sharif Khan         |
| 1969    | Mo Khan             |
| 1968    | Mo Khan             |
| 1967    | Mo Khan             |
| 1966    | Mo Khan             |
| 1965    | Mo Khan             |
| 1964    | Hashim Khan         |
| 1963    | Hashim Khan         |
| 1962    | Al Chassard         |
| 1961    | Al Chassard         |
| 1960    | Raymond Widelski    |
| 1959    | Al Chassard         |
| 1958    | Mahmoud Karim       |
| 1957    | Mahmoud Karim       |
| 1956    | Al Chassard         |
| 1955    | Hashim Khan         |
| 1954    | John Warzycki       |
| 1953    | John Warzycki       |
| 1952    | Edward T. Reid      |
| 1951    | James J. Tully      |
| 1950    | Edward T. Reid      |
| 1949    | Edward T. Reid      |
| 1948    | Al Ramsay           |
| 1947    | Edward T. Reid      |
| 1946    | Lester Cummings     |
| 1943-45 | not held            |
| 1942    | Lester Cummings     |
| 1941    | Lester Cummings     |
| 1940    | Al Ramsay           |
| 1939    | Lester Cummings     |
| 1938    | Al Ramsay           |
| 1937    | John Skillman       |
| 1936    | James J. Tully      |
| 1935    | John Skillman       |
| 1934    | Jack Summers        |
| 1933    | John Skillman       |
| 1932    | Jack Summers        |
| 1931    | Jack Summers        |
| 1930    | Jack Summers        |

### Femmes
| Année | Champion                                                   | Finaliste                                                  | Score                                                      |                                                            |
| ----- | ---------------------------------------------------------- | ---------------------------------------------------------- | ---------------------------------------------------------- | ---------------------------------------------------------- |
| 2025  | Hania El Hammamy                                           | Nouran Gohar                                               | 8-11, 11-8, 3-11, 11-6, 11-8 (79 min)                      |                                                            |
| 2024  | Nour El Sherbini                                           | Nouran Gohar                                               | 9-11, 4-11, 11-5, 11-5, 11-5 (64 min)                      |                                                            |
| 2023  | Nour El Sherbini                                           | Nouran Gohar                                               | 11-9, 3-1, ret (20 min)                                    |                                                            |
| 2022  | Nouran Gohar                                               | Amanda Sobhy                                               | 11-7, 11-7, 11-3 (34 min)                                  |                                                            |
| 2021  | annulé en raison de la pandémie de Covid-19 aux États-Unis | annulé en raison de la pandémie de Covid-19 aux États-Unis | annulé en raison de la pandémie de Covid-19 aux États-Unis | annulé en raison de la pandémie de Covid-19 aux États-Unis |
| 2020  | Camille Serme                                              | Nour El Sherbini                                           | 11-8, 11-6, 11-7 (40 min),                                 |                                                            |
| 2019  | Nour El Sherbini                                           | Raneem El Weleily                                          | 11-9, 11-8, 11-8 (38 min)                                  |                                                            |
| 2018  | Nour El Sherbini                                           | Nour El Tayeb                                              | 2-11, 11-6, 4-11, 11-7, 11-7                               |                                                            |
| 2017  | Camille Serme                                              | Laura Massaro                                              | 13-11, 8-11, 4-11, 11-3, 11-7                              |                                                            |
| 2016  | Nour El Sherbini                                           | Amanda Sobhy                                               | 11-5, 9-11, 12-10, 11-8,                                   |                                                            |
| 2015  | Raneem El Weleily                                          | Alison Waters                                              | 9-11, 12-10,11-4,11-4                                      |                                                            |
| 2014  | Nicol David                                                | Laura Massaro                                              | 11-4, 13-11, 11-8                                          |                                                            |
| 2013  | Natalie Grinham                                            | Kasey Brown                                                | 11-6, 11-6, 11-5                                           |                                                            |
| 2012  | Natalie Grinham                                            | Dipika Pallikal                                            | 11-4, 11-3, 11-3                                           |                                                            |
| 2011  | Pas de compétition féminine                                | Pas de compétition féminine                                | Pas de compétition féminine                                |                                                            |
| 2010  | Pas de compétition féminine                                | Pas de compétition féminine                                | Pas de compétition féminine                                |                                                            |
| 2009  | Pas de compétition féminine                                | Pas de compétition féminine                                | Pas de compétition féminine                                |                                                            |
| 2008  | Natalie Grainger                                           | Shelley Kitchen                                            | 11-4, 11-10 (2-0), 8-11,8-11, 11-7,                        |                                                            |
| 2007  | Natalie Grainger                                           | Vanessa Atkinson                                           | 9-11, 11-7, 11-5, 11-7                                     |                                                            |
| 2006  | Vanessa Atkinson                                           | Natalie Grainger                                           | 9-6, 7-9, 9-3, 9-4                                         |                                                            |
| 2005  | Vanessa Atkinson                                           | Linda Elriani                                              | 9-6, 9-5, 9-5                                              |                                                            |
| 2004  | Pas de compétition féminine                                | Pas de compétition féminine                                | Pas de compétition féminine                                |                                                            |
| 2003  | Carol Owens                                                | Natalie Grainger                                           | 3-9, 5-9, 9-5, 9-3, 9-3                                    |                                                            |
| 2002  | Sarah Fitz-Gerald                                          | Carol Owens                                                | 9-4, 9-0, 9-3                                              |                                                            |
| 2001  | Sarah Fitz-Gerald                                          | Vanessa Atkinson                                           | 15-10, 15-10, 15-10                                        |                                                            |

Note : la compétition féminine a commencé en 2001